# Kościół św. Jana Chrzciciela w Bardejowie

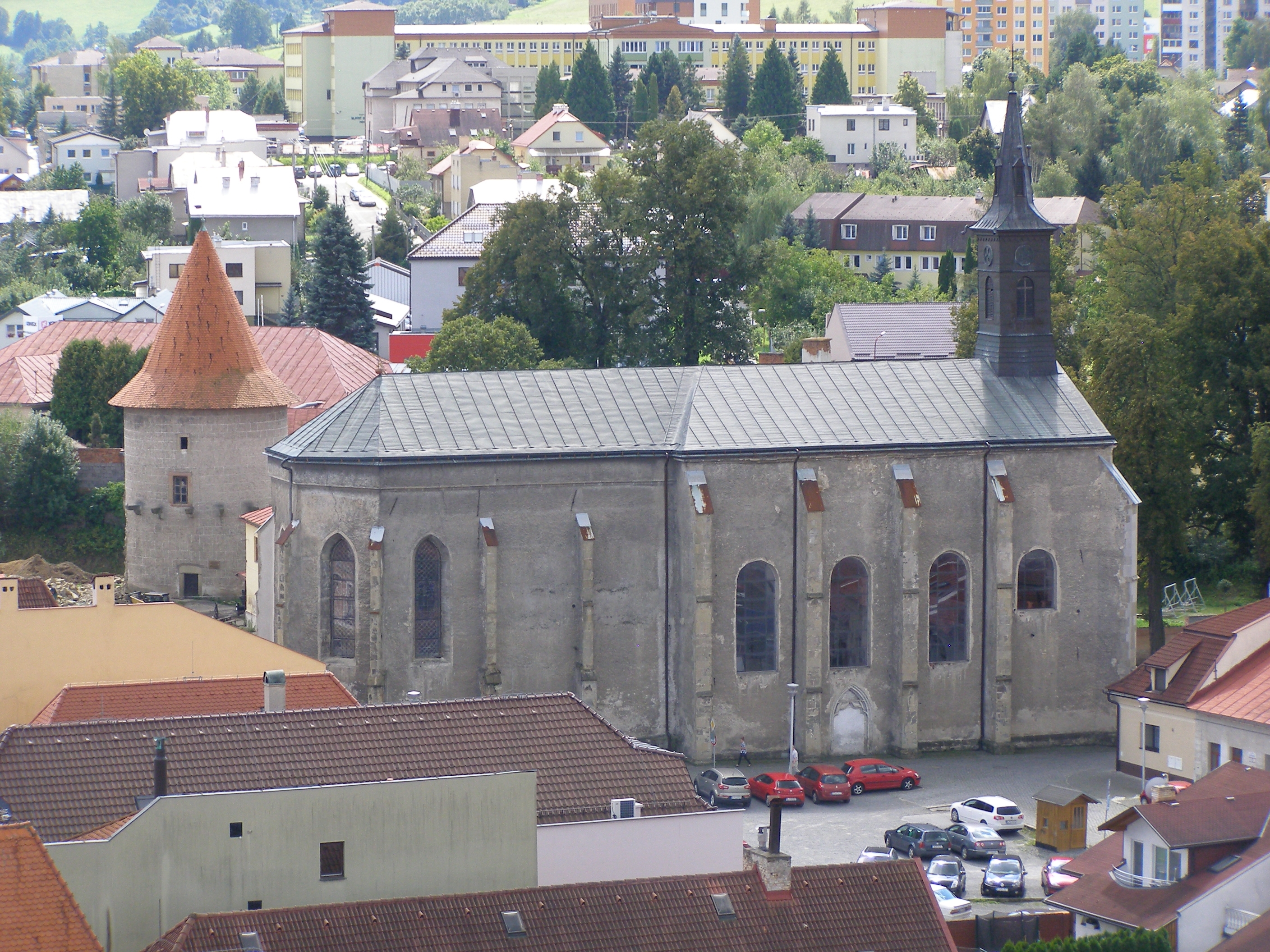
Kościół w widoku z wieży bazyliki św. Idziego

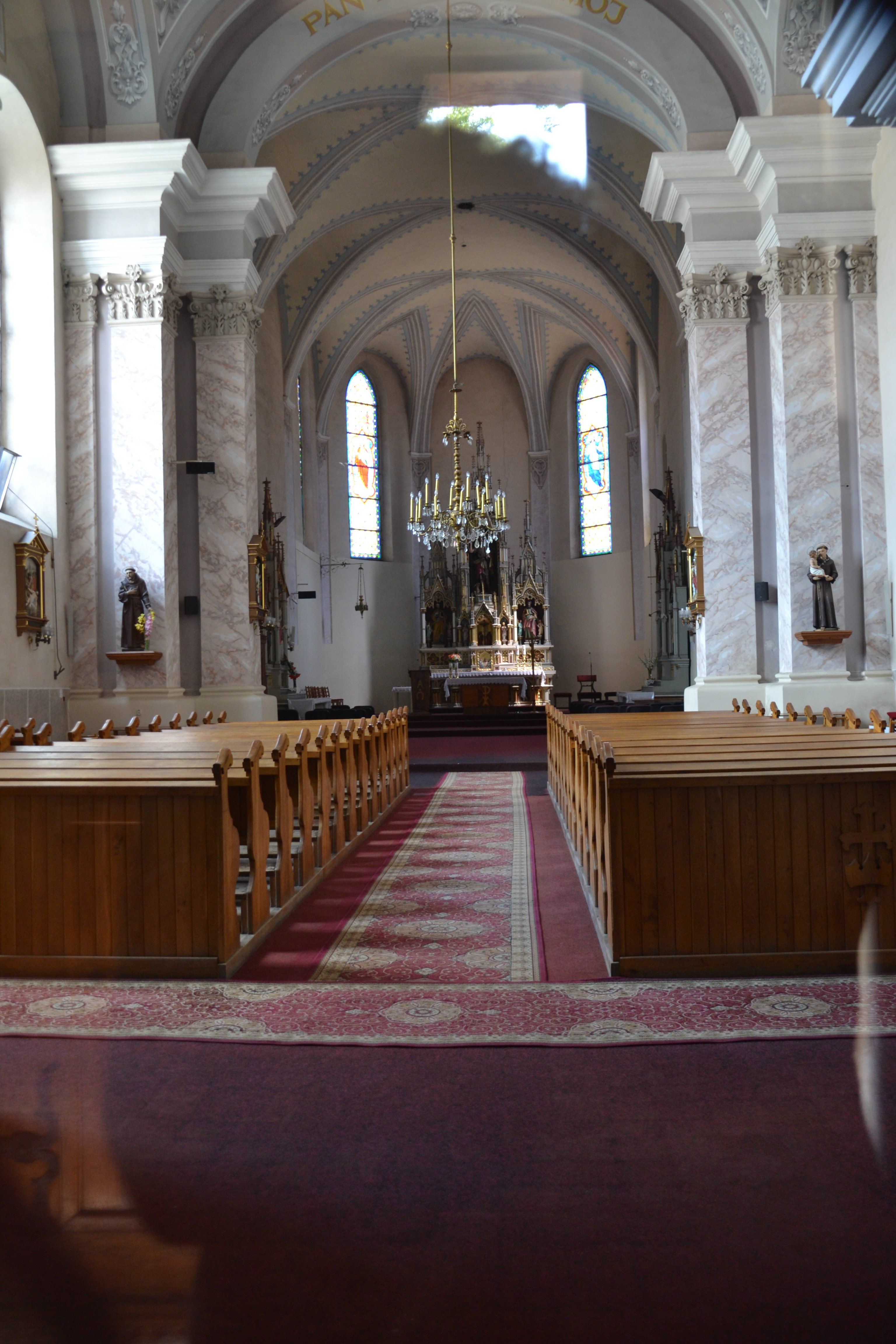
Wnętrze kościoła

Kościół św. Jana Chrzciciela – kościół wyznania rzymskokatolickiego w mieście Bardejów w północnej Słowacji. Znajduje się w południowo-zachodniej części miasta, przy ulicy Františkánov, w pobliżu linii dawnych murów miejskich.

## Historia
Pierwszą świątynię w tym miejscu zbudowali w stylu gotyckim około roku 1380 augustianie. W następnych latach wznoszono przyległe budowle klasztorne, o których pierwsza wzmianka jest z roku 1390. Podczas tych prac i kościół podlegał zmianom. Około roku 1430 została koło nich wytyczona Kláštorská ulica. W obecnym kształcie kościół zaczęto wznosić w roku 1466, ale budowa została ukończona dopiero w roku 1505. Należał do zakonników reguły św. Augustyna nie dłużej, niż do roku 1528 lub 1530, kiedy na fali reformacji zakonnicy zostali wygnani z miasta. Powodem wygnania miało być m.in. ich rozpustne życie.
Od pożaru w 1534 r. aż blisko do połowy XVII w. kościół stał opuszczony, a budynek klasztoru służył jako miejski spichlerz. W roku 1643 kościół przejęli protestanci i po prowizorycznym remoncie, w dzień św. Michała 1645 r., oddali swym słowackim współwyznawcom (niemieckojęzyczni bardejowianie korzystali wówczas z kościoła św. Idziego). W następnych latach nazywano tę świątynię „kościołem mniejszym” lub „słowiańskim”. W roku 1666 zainstalowano w świątyni nowe organy roboty Bartłomieja Fromma z Białej Spiskiej.
21 kwietnia 1670 r. kościół został odebrany protestantom i oddany przybyłym do miasta franciszkanom. Protestanci używali go jeszcze dwukrotnie: przez kilka dni w sierpniu 1678 r., a potem od 23 sierpnia 1682 r. do 11 marca 1686 r. W międzyczasie podczas pożaru w 1680 r. runęło sklepienie budowli i cały kościół wygorzał. Później, do rekatolizacji w 1686 r., kiedy kościół i klasztor ponownie przejęli franciszkanie, używali go ewangelicy. W roku 1728 biskup Egeru Georg Soger poświęcił trzy nowe dzwony. W latach 1757 – 1780 franciszkanie dokonali wielu przeróbek w kościele, m.in. świątynię powiększyli i na nowo zasklepili. W roku 1760 postawili także dwa nowe ołtarze: św. Anny oraz Matki Boskiej Częstochowskiej. W 1774 r. ustawiono nową ambonę, a w 1780 r. kosztem 500 złotych reńskich umieszczono w świątyni nowy ołtarz główny. Aktualny wygląd kościół uzyskał podczas ostatniej przebudowy po pożarze w roku 1878.
W 1955 r. podczas remontu zachodniej elewacji odkryto wielkie, gotyckie okno, natomiast w 2007 r. na północnej fasadzie odsłonięto unikatowy późnogotycki portal.

## Architektura
Kościół murowany, orientowany. Jednonawowy z nieco węższym, wydłużonym, wielobocznie zamkniętym prezbiterium. Cała budowla opięta przyporami. Bezwieżowy, jedynie na kalenicy nad frontem wysoka, czworoboczna sygnaturka nakryta stromym dachem wieżowym. Nad prezbiterium gotyckie sklepienie krzyżowe, nad nawą barokowe sklepienie żaglaste. Część wyzdoby wnętrza barokowa, wyposażenie kościoła w większości neogotyckie. Ołtarz główny p.w. św. Jana Chrzciciela, pochodzi z II. połowy XVIII w. Pozostałe ołtarze są nowsze, zostały zainstalowane po ostatnim pożarze z 1878 r.